# کلاوس بیدرشتت
کلاوس بیدرشتت (آلمانی: Claus Biederstaedt؛ زادهٔ ۲۸ ژوئن ۱۹۲۸ – درگذشته ۱۸ ژوئن ۲۰۲۰) هنرپیشه و صداپیشه اهل آلمان بود.
از فیلم‌ها یا برنامه‌های تلویزیونی که وی در آن نقش داشته‌است می‌توان به آگیره، خشم پروردگار، چیزام و من و شما اشاره کرد.
وی همچنین برندهٔ جوایزی همچون جایزه فیلم آلمان شده‌است.